# Márványozott csiga
A márványozott csiga (Arianta arbustorum) egy közepes termetű szárazföldi csigafaj a Helicidae családból.
A faj Európában őshonos; megtalálható többek között Hollandiában, Csehországban, Szlovákiában, Finnországban, a Brit-szigeteken és más országokban. A finnországi Porvoo régióban, Helsinkitől keletre annyira elterjedt, hogy arrafelé „Porvoo-i csiga” néven is ismerik.

## Fordítás
- Ez a szócikk részben vagy egészben az Arianta arbustorum című angol Wikipédia-szócikk ezen változatának fordításán alapul.  Az eredeti cikk szerkesztőit annak laptörténete sorolja fel. Ez a jelzés csupán a megfogalmazás eredetét és a szerzői jogokat jelzi, nem szolgál a cikkben szereplő információk forrásmegjelöléseként.